# 帯広市図書館
帯広市図書館（おびひろしとしょかん）は、北海道帯広市にある公共図書館である。
帯広市では、市中心部に図書館（以下、本館とする）を設置し、移動図書館を運営しているほか、市内のコミュニティ施設等に図書室・図書コーナーを開設している。
帯広市図書館のルーツは、1907年に当時の帯広町民が始めた巡回文庫とされる。1916年に町民有志の資金により図書館が建設された後、1920年に施設と蔵書が帯広町に寄付されたことで「町立大典記念帯広図書館」が発足した。その後、公民館図書館として業務が行われ、数度の移転を経て施設、蔵書、サービスの拡充が進み、1963年に図書館法に基づき「帯広市図書館」として独立した。1964年に自動車文庫が開始され、1968年に本館が新築された。時代が平成に入ると施設の老朽化や狭あい化が目立つようになり、帯広駅の南隣に位置する現在地に2006年に新築移転した。
運営は帯広市による直営とし、「市民と一緒につくる図書館」を合言葉に掲げ、地元住民や団体からの寄付などを通じた財政的支援とボランティアによる人的支援が熱心に行われている。運営方針に『「十勝圏の拠点図書館」としての役割』、『ソフト施策の充実』、『市民との協働』を掲げ、帯広・十勝の情報発信・生涯学習の拠点の一つとして、地域住民に向けた図書館サービスの提供、子どもの読書活動を推進する活動、郷土文化の継承や地域の文芸振興に関する事業などを行っている。

## 歴史

### 町立図書館の発足まで
帯広市図書館の歴史をさかのぼると、1907年（明治40年）に創設された十勝教育会が1913年（大正2年）に十勝教育会図書館を設立して管内の小学校に巡回文庫を実施したことから始まる。晩成社の開拓団27名による帯広の開拓が始まってから30年後のことで、図書の移動にはリヤカーを用いたとも伝えられる。
まもなくして1916年（大正5年）に、当時の帯広町の町内有志から集められた資金により建物が新築され、十勝教育会が維持する大典記念帯広図書館が発足した。その後、管理上の問題から建物および図書が帯広町に寄付されることになり、1920年（大正9年）に町立大典記念帯広図書館として発足した。時代は昭和に入り1930年（昭和5年）になると建物の老朽化のため移転することになり、前年に建築された十勝会館へ入居した。

### 公民館図書館から公立図書館へ
1933年（昭和8年）に帯広町に市制が施行され、2年後の1935年（昭和10年）に市議会の議決によって名称が大典記念図書館に変更された。その後、建物の老朽化や狭あい化といった理由のほか、建物が軍の司令部に転用されたために数度の移転を経て、1950年（昭和25年）に市内西5条南9丁目に帯広図書館として移転開館した。また、この間、1945年（昭和20年）には、第二次世界大戦の戦局悪化により約半年間の閉館も経験した。
その後、サービスの充実が図られ、1954年（昭和29年）には児童室が開設されるとともに、16か所の移動図書ステーションが設置されたほか、15歳以上を対象とした図書の館外貸し出しも始まった。1955年（昭和30年）には、アイヌ研究者の吉田巖が収集した郷土の文化・歴史資料を編纂した帯広市教育叢書（現帯広叢書）の発行が始まった。また、1961年（昭和36年）には地域の文芸振興を図る取り組みとして、帯広市民文芸誌「市民文藝」が創刊された。
これまで帯広図書館は公民館図書館として運営されていたが、図書も整理されて公共図書館の一応の形態を整えたとして、1963年（昭和38年）3月30日に、図書館法にもとづく図書館として分離独立し、名称が帯広市図書館となった。
帯広市図書館として独立した後、1964年（昭和39年）に自動車文庫が始まり、1966年（昭和41年）には専用の移動図書館車が導入された。1968年（昭和43年）には市内西7条南7丁目に新築移転し、施設面の充実が図られた。並行して各種サービスの拡充も進められ、1967年（昭和42年）にレファレンスサービス、1972年（昭和47年）に複写サービスを開始、1983年（昭和58年）にはリクエスト（予約申込）制度が実施された。

### 現在地への移転
時代が平成に変わり1990年代の後半に入ると、建物の老朽化や狭あい化などが問題視されるようになり、施設の改造を行ったり、市内の商業ビル内に暫定的に分館を設置したりしたが、1997年（平成9年）には「新しい図書館を考える市民委員会」から提言書が出され、新たな図書館の建設が望まれるようになった。
このような状況から、1998年（平成10年）に新図書館建設担当職員が配置され、移転に関する議論が開始された。ところが新図書館をどこに建設するかで議論が紛糾し、基本設計費の予算化が何度も先送りされる事態となった。新図書館の展望が見えない状態が続き、2001年にNPO法人「市民満足学会」が実施した公立図書館の満足度調査では全国で最下位を記録するに至った。状況を打開するため、2001年に市議会において新図書館建設調査特別委員会が設置され、合意形成が進められたことで、2002年に、ようやく帯広駅の南に隣接する現在地への移転が決定した。
新図書館の設計は公募型プロポーザル方式により行われ、2003年（平成15年）に着工した。新図書館の建設に際して住民参加型市場公募地方債「まちづくり債」が発行されたほか、個人・団体からの寄付金による新図書館建設基金も設立され施設建築の財源に充てられている。移転準備のため2005年（平成17年）11月10日から本館が休館となり、続いて12月29日には民間ビル内の分室も閉鎖され、翌2006年（平成18年）3月3日に新図書館が開館した。同時に蔵書管理が電子化され、インターネット経由での蔵書検索も可能になった。

### 市民との協働・ソフト施策の拡充
新館建設の議論と並行して図書館ボランティアを育てる取り組みも進められた。2000年10月にボランティア活動の意識調査を実施、2001年にはシンポジウムやボランティアを育成する講習会などが開催され、2002年11月にボランティア団体「帯広図書館友の会」が設立された。
新館への移転とあわせて読み聞かせや読み手養成講座、各種展示会といったイベントの開催、ビジネス支援事業などのソフト面の充実も進められた。2004年（平成16年）からは十勝管内の公立図書館と帯広畜産大学、帯広大谷短期大学が参加した広域個人貸出事業も始まった。新館移転後の来館者数は市が2001年に立てた「新帯広市図書館基本計画」の推計年間来館者数を大きく上回り、利用者数、貸出点数、市民一人あたりの年間貸出冊数がいずれも移転前より増加した。
他機関との連携も進められ、2006年には帯広畜産大学附属図書館内に帯広市図書館の資料を置く地域図書コーナーが開設されたほか、両図書館の連携事業として小学生向けの調べ学習事業が始まった。さらに、2008年（平成18年）にはおびひろ動物園、帯広百年記念館、帯広市児童会館との間で共通のテーマを設定して催し物を行う「4館連携事業」が始まった。
子どもたちの読書活動を促進する活動も拡充され、「絵本との出会い事業」（ブックスタート）を2003年（平成15年）に試行し、翌年から本格実施が始まった。2007年（平成19年）1月に市内の小中学校を対象とした図書のセット貸出事業「ぶっくーる便」が始まり、同年2月に学校図書館の改善を目的とした学校図書館支援事業（学校図書館クリニック）第1号が実施された。その後もセット貸出事業の内容や対象者が拡充されたほか、2010年（平成22年）1月に中高生向けに推薦図書をまとめたブックリスト「ぶっく・なび」を発行し、市内の中学生全員ならびに各高校の図書室に配布された。2012年（平成24年）には「幅広い年齢を対象に読書活動の機会充実を図っている、学校での読書活動支援にも積極的に取り組んでいる」などの推薦理由で、「子どもの読書活動優秀実践図書館」として文部科学大臣表彰を受賞している。

## 市民と一緒につくる図書館
帯広市図書館は指定管理者制度やPFIを導入せず、市が直接運営している。指定管理者を含む民間活力の導入は帯広市の重点課題とされ、図書館経営のあり方についても継続的に検討されているが、帯広市図書館では職員の専門性を継承していく上で、現状では直営方式が適していると判断している。効率的で利用者満足度が高い図書館を追求するとともに、運営方針の一つに『市民との協働』を掲げている。図書館活動に対する市民の関心や参加意欲は高いとされ、寄付行為などを通じた市民・団体からの財政的支援と、市民ボランティアの図書館活動への参加によって、「市民と一緒につくる図書館」が育てられている。
| 年度                                                                                       | 金額†1（円） | 件数†2 |
| ------------------------------------------------------------------------------------------ | ------------ | ------ |
| 2003                                                                                       | 20,484,438   | 17     |
| 2004                                                                                       | 1,270,495    | 10     |
| 2005                                                                                       | 33,843,534   | 30     |
| 2006                                                                                       | 7,522,307    | 17     |
| 2007                                                                                       | 5,051,765    | 15     |
| 2008                                                                                       | 10,947,955   | 20     |
| 2009                                                                                       | 3,814,344    | 14     |
| 2010                                                                                       | 52,765,661   | 16     |
| 2011                                                                                       | 2,116,550    | 16     |
| 2012                                                                                       | 2,748,826    | 12     |
| 合計                                                                                       | 140,565,875  | 167    |
| 出典：帯広市図書館要覧 †1 寄贈品は出典における評価額で換算して加算 †2 件数の合計は延べ件数 |              |        |

個人や団体から受け付けた寄付金は「図書館図書整備基金」に積み立てて運用され、図書館資料の充実のために活用されている。年ごとの寄付金・寄贈品（評価額）の合計金額は百万円から数千万円と幅があるが、2003年から2012年までの10年間で計1億4千万円に達している（表1参照）。2015年度の時点で継続的に寄付を行っている個人・団体は35件あり、中には1951年から半世紀以上にわたって寄付を続けている個人や、数千万円の大口寄付を行った個人もいる。帯広市図書館を寄付の獲得で成果を上げている図書館と評価する声もある。寄付金により購入した図書は寄付者の名前を入れた「○○文庫」 と名付けられ、図書に文庫名を記したラベルが貼られている。寄付金以外では、図書や視聴覚資料の寄贈のほか、地域の郷土や歴史に関する資料、帯広出身の歌人である中城ふみ子ゆかりの品なども寄贈されている。このほか、過去にはコミュニティ施設の図書室を巡回するための車両も寄贈されている。
2003年に着工した新図書館建設に際しては「新図書館建設基金」が設立され、1994年より個人4名と9団体から合わせて1千7百万円あまりの寄付金が集まり、図書館建設に活用された。加えて、帯広市は市民を対象とした住民参加型市場公募地方債「まちづくり債」を発行して資金を集め、3年間で23億円が図書館建設に割り当てられた。市民からは現金だけでなく物品の寄贈もあり、図書館の設備・備品として必要なベンチやブックカート、車いす、拡大読書機、AV機器などが寄せられたほか、絵画や陶器といった装飾品や、敷地内に植える樹木の寄贈もあった。
ボランティア活動については、帯広図書館友の会をはじめとするボランティア団体のほか個人単位での参加もあり、2007年時点での参加者は100人を超える。ボランティアによって読み聞かせ会、朗読会、映画会などが実施されているほか、図書の配架や修理業務への協力、スクラップブックの作成、布の絵本や貸出用手提げ袋の作成などが行われている。乳幼児健診時に行われるブックスタート事業もボランティアの協力によって実施されている。また、図書館サービスを障害者へ提供する取り組みとして、ボランティアによる本の音訳、視覚障害者向けの朗読、障害者を対象とした本の宅配などが行われている。さらに、図書館内の清掃、生け花の管理、観葉植物の管理など、施設管理業務へのボランティアの協力も見られ、ボランティアの参画は図書館運営の多岐にわたる。そのほか、ボランティアによる自主研修会なども定期的に行われている。

## 主な事業・取り組み
帯広市図書館は帯広・十勝の情報発信・生涯学習の拠点としての役割が期待されており、『「十勝圏の拠点図書館」としての役割』、『ソフト施策の充実』、『市民との協働』という運営方針に基づいて各種事業を展開している。子どもの読書活動の推進に力を入れており、平成24年度の文部科学大臣表彰に選ばれる成果を上げている ほか、郷土文化の発信、地域の文芸振興について半世紀以上にわたる息の長い活動を続けている。また、情報発信の拠点として、図書館を会場としたイベントを開催したり、広報紙やウェブサイトを活用した利用者・市民向けの情報提供にも取り組んでいる。これらの事業の中には、広域個人貸出事業に代表されるように、近隣の公立図書館や学校機関をはじめ、市の学習施設、商工会議所、地元新聞社、民間書店などと連携して行われているものも多い。以下で帯広市図書館の主な事業・活動を紹介する。

### 子どもの読書活動の推進
本図書館では、乳幼児から中高生まで、それぞれの年齢層に合わせて読書活動を推進する取り組みを行っている。乳幼児を対象とした活動の一つとして、乳幼児健診時に絵本をプレゼントする「絵本との出会い事業」を帯広市こども未来部と連携して行っている。また、子どもの発達段階や利用目的に合わせて図書館が推薦するセットを作成し、一括して貸し出す事業を行っている。以下で各セットの概要を説明する。
おたのしみバッグえほん
帯広市内の保育所や幼稚園などの施設を対象とした、絵本セットの貸し出しサービスである。2011年に0から3歳向けの「おたのしみバッグえほんBaby」と4から6歳向けの「おたのしみバッグえほんKids」にリニューアルされた 。低年齢むけのセットには歯磨きや着替えなどの生活に関する絵本も含まれる。
「プチトマト」・「プチコーン」バッグ
子育て中の父母を支援するための絵本セットである。「おたのしみバッグえほん」の利用が低調だったため、対象を一般利用者に設定しなおして作成された。内容は「おたのしみバッグえほん」と同様である。
ビッグ・ナウマン便
市内小学校を対象に、学校図書館の活性化を図るため、学校単位で一括大量貸し出しを行うサービス。図書館で選定した絵本100冊と読み物200冊の合計300冊で1セットが構成され、貸出期間は4週間である。図書館の閉架資料の有効利用という側面もある。
ぶっくーる便
市内小中学校を対象に、朝の読書や調べ学習などの読書活動を支援する目的で、対象年齢やテーマに沿って作られた図書セットをクラス単位で貸し出すサービス。朝の読書向けセットのほか、科学・英語・国際理解・福祉・食育・職業などのテーマに基づくセット、点字セットのほか、支援学級も対象に含めた「しかけ絵本セット」も用意されている。
2007年からは、市内の学校図書館の改善を目的とした、学校図書館クリニックが始まった。この取り組みでは、実施先の学校に図書館職員と学校の担当教諭、そしてボランティアメンバーが集まり、講師担当者による事例紹介や改善ポイントの講義、現場の図書室への具体的な改善アドバイスが行われ、その場で図書室の改装作業が行われる。北海道立図書館とも連携を図り、講師を道立図書館から招くこともある。年1校から3校程度、市内の小中学校で実施されている。
それ以外にも、子どもたちに図書館に親しみを持ってもらい、利用普及を図る目的で、小学生を対象とした調べ学習事業を行っている。帯広畜産大学との連携事業であり、図書館職員や畜産大学職員が講師となって図書館資料の調べ方のほか、図書館の利用方法やマナーなども教える。

### 郷土文化や文芸振興に関する取り組み
帯広市図書館では、帯広・十勝にまつわる郷土文化の継承・発信、あるいは地域の文芸振興を図るための取り組みを行っており、中でもアイヌ文化や郷土史資料を編纂した「帯広叢書」、地域住民の応募作品によって作られる「市民文藝」の刊行は半世紀以上続けられている。伝統的な事業の継続とともに新しい試みもあり、2004年には帯広出身の歌人、中城ふみ子の功績を称えた「中城ふみ子賞」が創設され、2010年には小学生から18歳を対象とした文芸誌「ヤング文芸」が創刊された。以下で、それぞれの内容を説明する。
帯広叢書
アイヌの研究者であった吉田巖が整理・収集した資料を伝えるために刊行されている叢書である。吉田は教員としてアイヌ児童を教えるかたわら、赴任地域のアイヌ文化や郷土史を調べ膨大な記録や資料を残した。調査成果は吉田自身によって学術雑誌などで発表されるとともに、その草稿や資料が帯広市教育委員会によって編纂され、1955年から「帯広市社会教育叢書」として発刊された。吉田が高齢になったことから、1960年12月の第6巻発行をもって刊行が中断されたが、1963年の吉田の没後、遺された資料（以下、「遺稿資料」）の多くは遺族らの厚意によって帯広市に寄贈された。「遺稿資料」は帯広市図書館が保管することとなり、1964年から叢書の発行が再開された。1972年の第16巻からは「帯広叢書」に改題された。年1回程度の発行を続け、2013年3月には第65巻が発行されている。アイヌの文化・歴史の分野において、個人が遺した記録・関係資料を継続的に整理・刊行している数少ない取り組みの一つである。
市民文藝
「地域に根ざした独自の文化の創造及び発展を目指し、地域文芸の振興を図ること」を目的とし、地域住民からの公募作品によって作られる文芸書である。十勝管内の住民であれば年齢に関係なく応募でき、帯広市教育委員会が委嘱した編集委員会による選考を経て、優秀作品には市民文藝賞などが贈られるほか、入選作品が「市民文藝」誌に掲載される。募集ジャンルは小説、戯曲、文芸評論、随筆、ノンフィクション、童話、詩、短歌、俳句、川柳と10分野にわたる。1961年11月に第1号が発行されて以来、地元の書き手の発掘と育成、そして地域の文芸愛好者のための発表の場として年1回程度、発行が続けられ、2012年12月に第52号まで達した。市民文藝賞の受賞者の中には、のちに全国公募の文学賞を受賞するなどして作家や評論家となった者も多く、過去には春山希義、海保進一、近藤潤一、神谷忠孝らの作品が市民文藝誌上に掲載されている。
ジュニア文芸
子どもたちの創作意欲と表現力の向上を図り、十勝の文芸文化のすそ野を広げる活動として、2010年に誕生した公募文芸誌である。ジュニア文芸の創設に先立ち、市民文藝において3年間ほどジュニア文芸の特集コーナーが設けられ、特集コーナー内での優秀作の選考が行われた。2010年に星槎大学帯広サテライトが共催に加わりジュニア文芸として独立し、年1回作品の募集・選考が行われて入選作品が掲載される文芸誌が発行されるようになった。2015年度の第6回募集からは市の直営事業となり、「とかちジュニア文芸」へとリニューアルした。2017年度の募集時点において、とかちジュニア文芸の応募対象は十勝管内在住の小学生以上18歳以下で、扱うジャンルは小説、童話、戯曲、詩、短歌、俳句の6種類である。さらに、子どもたちの書く力や題材を見つける力を育てる取り組みとして、ジュニア文芸の選考委員が講師をつとめる文章教室も開催されている。
中城ふみ子賞
帯広で生まれ育ち、一時代の短歌の流れをつくったと評価される歌人中城ふみ子の功績を称え、新たな文化を創造・発信することを目的として、没後50年となる2004年に「中城ふみ子賞」が創設された。全国でも珍しいとされる個人名を冠したこの短歌賞は隔年で開催され、『自らの「生きる」姿勢』をテーマとし、新人五十首詠入選にちなんだ50首の連作短歌を全国から公募している。応募作品の選考は帯広出身の時田則雄ら数名の歌人によって行われ、入選作品は『短歌研究』誌上で発表される。

### 4館連携事業
帯広市図書館では、市の教育関連施設である「おびひろ動物園」、「帯広百年記念館」、「帯広市児童会館」と共同で、1つのテーマを設定して催し物を行う「4館連携事業」を2008年から実施している。この取り組みは2010年度からは市の「社会教育施設連携アクションプログラム」となり、共通テーマの下に4施設それぞれの特色を生かしたイベントや講座の開催などが行われている。例として2010年度の事業を見ると、4つのテーマ、「おびひろからわかる?!地球のようす展」、「夕涼み生涯学習事業」、「未来に伝えるあそび体験」、冒険家「植村直己展」が設定され、図書館ではこども向け講演会、おはなし会、所蔵資料の上映会や展示会のほか、広報紙にてテーマに関連する書籍の紹介などを行った。

### 情報発信・生涯学習拠点としての活動
帯広市図書館では、読み聞かせ会、朗読会、映画会、文章教室、郷土資料読み解き講座などをある程度定期的に開催しているほか、講演会や写真展、企画展示といったイベントも実施している。
ビジネス支援にも力を入れており、帯広市の商工観光部や帯広商工会議所と連携した取り組みも行われている。起業や異業種参入を考えている市民や経営者向けに、ビジネス支援コーナーを本館2階に設定して関連書籍やパンフレットなどを集め、ここに商工会議所からも資料が提供されている。また、図書館を会場として、市や商工会議所と連携したセミナー類も開催されている。そのほか、公式サイトにも専用コーナー「ビジネス.com」を開設し、ビジネスに関連した情報発信や、図書館で提供しているサービスの紹介を行っている。
地元新聞社との連携も行われており、2003年10月から紙面に「図書館司書のおすすめ本」というコーナーが設けられ、十勝館内の17の公立図書館と共に持ち回りで図書の紹介を続けている。この企画には後に、市内の一部高校と帯広畜産大学の図書館も加わっている。地元書店組合との連携による取り組みとしては、公開講座や作家を招いた講演会を実施している。図書館側が会場を提供し、書店側で実行委員会を作るなど工夫して必要経費などの管理が行われている。
帯広市図書館では、「調べ隊」と名付けられたパスファインダー（あるテーマを調べるために役立つ資料を紹介したガイド）も作成している。テーマに関する本の表紙と内容紹介や所蔵されている視聴覚資料に加えて、関係する雑誌、新聞、ウェブサイトのURLや見学可能な施設も紹介されている。また、調べるためのキーワードが紹介されており、OPACやウェブで検索する手がかりとしても使える。発行は不定期で、ときおり改訂も行われており、印刷されたものが本館内で入手できるほか、公式サイトからPDF版をダウンロードできる。
定期的に発行している広報紙やウェブサイトを通じて、利用者や市民向けに情報発信が行われており、一部の広報紙は、バックナンバーを含めて公式サイトからPDF版をダウンロード可能である。また、帯広市図書館では食に関する資料収集に積極的に取り組んでおり、2006年度から2015年度にかけて食をテーマとした広報紙「食☆ナビ」を発行したほか、公式サイトでも専用コーナー「食文化.com」が設けられている。そのほか、健康・医療をテーマとした「からだ♪ナビ.com」も公式サイトに設けられている。

## 特徴的な所蔵資料
帯広市図書館では郷土資料の収集・保存を行っており、吉田巖遺稿資料や中城ふみ子に関する資料など、学術的・文化的に貴重なものも多く含まれる。
吉田巖遺稿資料
先述（「郷土文化や文芸振興に関する取り組み」）の通り、吉田が遺したアイヌの文化や歴史に関する「遺稿資料」は、遺族の寄贈により帯広市図書館が保管している。この「遺稿資料」は、フィールドノートのような性格をもつ日記をはじめとする、ノート、草稿などの文書類のほか、図書、雑誌、書簡、写真などを含み、「アイヌの文化と歴史に関する膨大かつ重厚な基礎資料群」とされる。また、吉田は、日本の統治下であった台湾を視察旅行で訪れており、「遺稿資料」の中には、視察に関する手記、書簡類、視察先で入手した学校資料なども含まれ、国内外の他機関では確認できない貴重な資料もある。「遺稿資料」の中には、アイヌの生徒の作品や、生徒が家庭での伝統文化・習俗の様子などを記した提出物なども含まれており、教育実践や生活実態に関する貴重な記録になっていると同時に、著作権やプライバシー、個人の尊厳に関わる問題を含むものも少なくないため、資料の適切な活用のために、閲覧や利用に際して慎重な配慮が求められている。「遺稿資料」のほとんどは2005年までにマイクロフィルムに撮影され、マイクロフィルムあるいは原資料のコピー製本を閲覧利用できる。
中城ふみ子関係資料
本館の2階には「中城ふみ子資料室」が設けられ、中城に関わる資料が展示されている。帯広市図書館が保存している資料には、中城の日記、手帳、創作ノート、原稿、書簡のほか、中城の幼少期からの写真や中城が愛用した品などがある。また、確認されている最初期の短歌作品とされる、中城が高校生時代に詠んだ短歌が掲載された帯広高等女学校（現帯広三条高校）の同窓会会報誌も所蔵している。資料の一部は画像化され、公式サイトで公開されている。
上記の他に、帯広市図書館では、北海道・十勝にゆかりのある作家の作品 や、帯広や道内の企業情報・統計資料などの収集・保存も行っている。

## 本館

### 施設概要
本館の建築構造は鉄筋コンクリート造り、一部鉄骨造りの地下1階、地上3階で、ガラス天井から自然採光が得られる構造を有し、外壁には北海道産のレンガが使用されている。延床面積は6,544.53平方メートル、敷地面積は7,260.48平方メートルで、所蔵能力は約50万冊である。駐車場は94台（身体障害者用3台を含む）用意されている。
館内にはユニバーサルデザインが取り入れられているほか、太陽光発電施設や地熱を利用した空調システムなどを備えて自然エネルギー利用を行っており、人と環境に配慮した施設である。
1から3階の各フロアはテーマに基づいて構成されている。各階のテーマと主な機能、設備は以下の通りである。
- 1階のテーマは「にぎわいのフロアー」で、主要機能は資料の貸出・返却である。この階に正面入口とエントランスホールが設けられているほか、総合カウンターと自動貸出装置が設置されている。文学を中心とした一般図書が配置され、他に新聞・雑誌コーナー、児童図書コーナー、ヤングアダルトコーナー、AVコーナーが設定されている。また、多目的視聴覚室、おはなし室、朗読サービス室、研修室、展示コーナーのほか、授乳室、オストメイト対応トイレが設置されている。
- 2階のテーマは「探求のフロアー」で、レファレンスサービスを主要機能とし、資料相談カウンターが設置されている。文学以外の一般図書、参考図書、地域行政資料が配置されているほか、中城ふみ子資料室もこの階に開設されている。また、学校のクラス単位での来館学習にも対応できる最大60人を収容可能な総合学習室[137]、閲覧室、パソコン持込閲覧室、ITコーナー、グループ研究室、読書テラスなどがこの階にある。
- 3階は「憩いのフロアー」として軽食、休憩、学習場所の提供を主要機能とし、喫茶コーナー、休憩ラウンジ、学習席、ボランティア活動室が配置されている。

### サービス
十勝管内の自治体の図書館、帯広畜産大学ならびに帯広大谷短期大学と連携して広域個人貸出事業を行っている。利用対象者の範囲は、十勝管内に居住している人、帯広市内に通勤・通学している人、その他、教育委員会が特に認めた人である。
基本的なサービス内容は以下の通りである。
- 開館時間 - 10時から20時（土曜日、日曜日、祝日は10時 - 18時）
- 休館日 - 月曜日（祝日にあたるときは開館し、翌日を休館とする）、年末年始、月末整理日、毎月末日（土曜日、日曜日、上記休館日の場合は繰り上げ）、特別整理期間
- 貸し出し - 冊数は、図書等が一人10冊以内、視聴覚等資料が一人3点以内。期間はいずれも2週間以内。

OPACが導入されており、館内端末および館外からインターネット経由で蔵書検索、予約が利用可能である。

### 立地
本館の所在地は、帯広市西2条南14丁目3番地1である。北海道旅客鉄道（JR北海道）帯広駅の南に位置し、駅から徒歩2分である。公園大通りを挟んだ向かいには、帯広市の生涯学習センターと定住交流センターが併設された「とかちプラザ」があり、その先には長崎屋帯広店を挟んで帯広市民文化ホールが位置する。

## 移動図書館
広大な市域の隅々までサービスを展開するために、移動図書館バス「ナウマン号」が運行されている。この愛称は公募によって1970年に決まった。2012年10月から5代目となる車両が導入された。車体にはその名の通りナウマン象のイラストが描かれており、最大積載冊数は約3,500冊である。市内各地域を月1回のスケジュールで巡回して図書の貸し出しを行う。
利用対象者の範囲は本館と同じである。利用料は無料で、事前に利用登録が必要となるが、本館の利用カードがあれば共通して使用可能。本館で利用する冊数とは別に、一人10冊まで貸し出しを受けられる。貸出期間は次の巡回日までで、延長はできないが、直接本館に返却することが可能である。希望する図書がナウマン号に置かれていない場合、予約して次回巡回時に受け取ることができる。

## 地域の図書室・図書コーナー
帯広市が市内各地域に設置しているコミュニティ施設の中には、図書室・図書コーナーを開設している施設がある。これらの図書室等についても帯広市図書館が配本や入替などの管理を行っており、閲覧、貸し出しのサービスが受けられる。また、帯広畜産大学附属図書館内にも連携事業として市の地域図書コーナーが設けられており、大学図書館の蔵書とは別に貸し出しが受けられる。貸出冊数は1人5冊以内（畜産大学附属図書館の図書コーナーのみ3冊以内）で、期間は2週間以内、各施設に設置された貸出簿に記入することで貸し出しを受けられる。
| 施設名                         | 住所                     | 位置                                   |
| ------------------------------ | ------------------------ | -------------------------------------- |
| 帯広の森コミュニティセンター   | 帯広市空港南町南11線     | 北緯42度52分51.0秒 東経143度9分20.5秒  |
| 啓北コミュニティセンター       | 帯広市西13条北2丁目      | 北緯42度55分57.4秒 東経143度10分53.2秒 |
| 鉄南コミュニティセンター       | 帯広市西2条南24丁目      | 北緯42度54分14.7秒 東経143度12分17.9秒 |
| 西帯広コミュニティセンター     | 帯広市西23条南2丁目      | 北緯42度55分17.1秒 東経143度7分42.7秒  |
| 東コミュニティセンター         | 帯広市東7条南9丁目       | 北緯42度55分23.6秒 東経143度12分56.7秒 |
| 南コミュニティセンター         | 帯広市西10条南34丁目     | 北緯42度53分31.0秒 東経143度11分34.8秒 |
| 森の里コミュニティセンター     | 帯広市西22条南4丁目      | 北緯42度54分42.8秒 東経143度8分15.1秒  |
| 緑西コミュニティセンター       | 帯広市西17条南4丁目      | 北緯42度54分43.8秒 東経143度10分10.2秒 |
| 大空会館                       | 帯広市大空町12丁目2      | 北緯42度52分32秒 東経143度8分54.3秒    |
| グリーンプラザ                 | 帯広市公園東町3丁目      | 北緯42度54分29.3秒 東経143度11分32.8秒 |
| 保健福祉センター               | 帯広市東8条南13丁目      | 北緯42度55分8.0秒 東経143度13分8.4秒   |
| 川西農業者研修センター         | 帯広市川西町西2線59      | 北緯42度51分3.7秒 東経143度9分57.6秒   |
| 大正農業者トレーニングセンター | 帯広市大正本町西1条1丁目 | 北緯42度47分42.8秒 東経143度9分47.8秒  |
| 児童会館 もっくん広場          | 帯広市字緑ケ丘2          | 北緯42度54分19.1秒 東経143度11分10.4秒 |
| 栄福祉センター                 | 帯広市西17条北1丁目      | 北緯42度56分2.6秒 東経143度9分55.7秒   |
| みなみ野福祉センター           | 帯広市南の森東2丁目      | 北緯42度52分53.4秒 東経143度10分31.6秒 |
| 若葉福祉センター               | 帯広市西17条南5丁目      | 北緯42度54分25.1秒 東経143度10分17.1秒 |
| 帯広畜産大学附属図書館         | 帯広市稲田町西2線        | 北緯42度52分34.7秒 東経143度10分27.2秒 |